# 劉標 (乾隆進士)
劉標（?—?），安徽省歙縣人，寄籍順天府大興縣，清朝官员。進士出身。

## 生平
乾隆十七年（1752年），登進士。
十八年（1753年）七月，任江蘇荆溪縣知縣。十九年（1754年），以荊溪知縣攝理宜興縣知縣。
二十五年（1760年），升調貴州威寧州知州。

### 劉標虧空銅本並廵撫良卿按察使髙積營私骫法案
三十四年（1770年）九月，「虧空銅本並廵撫良卿按察使髙積營私骫法案」案發，遭良卿]]彈劾發運鉛斤短少一百數十萬斤，劉標與糧驛道永泰知府馬元烈革職查辦；永泰以揭帖向戶部指控虧空來自長官婪索，牽涉良卿及按察使高積貪瀆，乾隆帝解良卿职，命內閣學士富察善、刑部左侍郎錢維城、湖廣總督吳達善為欽差赴貴州調查審訊。乾隆帝又於將軍阿桂奏摺包袱内發現普安州民人吴倎控诉官吏、土目私派累民情状，劉標也派人到戶部陳控上官婪索，並呈各上司歷年勒索底簿為證，乾隆帝命吳達善等徹底調查及嚴審。審訊得實後處死。